# Ceratinopsis acripes
Ceratinopsis acripes là một loài nhện trong họ Linyphiidae. Chúng được J. Denis miêu tả năm 1962.